# Christopher Olczyk
Christopher Ginsborg Olczyk (* 3. März 1991 in Kopenhagen, Dänemark) ist ein dänischer Fußballspieler polnischer Herkunft.

## Karriere

### Verein
Christopher Olczyk spielt seit der Jugend für Lyngby BK, ehe er 2009 in die erste Mannschaft kam.
Am 23. August 2009 wurde der Defensivakteur im Viasat-Sport-Division-Spiel gegen BK Frem (3:1) in der 73. Minute für Emil Larsen eingewechselt. Er konnte sich im Profibereich nicht durchsetzen und ist seit 2012 in unteren dänischen Ligen aktiv.

### Nationalmannschaft
Olczyk war Juniorennationalspieler Dänemarks. 2007 spielte der Mittelfeldakteur das erste und einzige Mal für die U-16 Dänemarks. Beim 2:2 gegen Portugal wurde er 33 Minuten lang aufgeboten. Im selben Jahr machte er auch sein erstes Spiel für die U-17, als er beim 1:1 gegen Belgien im Rahmen eines internationalen Turniers zum Einsatz kam und neunzig Minuten durchspielte. Seine letzte Partie für die U-17 machte er am 24. März 2008 beim 2:5 in der EM-Qualifikation gegen Belgien. Insgesamt kam er auf elf Einsätze.
Am 28. Oktober 2008 spielte erstmals für die U-18 Dänemarks, als er im Rahmen eines internationalen Turniers beim 1:1 gegen Frankreich zum Einsatz kam. Olczyk kam auf acht Einsätze für die U-18. Sein letztes Spiel machte er am 1. Mai 2009 beim 0:1 gegen die Ukraine.